# Sami Al-Najei
Sami Al-Najei (en árabe: سامي النجعي‎; Jizán, Arabia Saudita, 7 de febrero de 1997) es un futbolista saudí. Juega de centrocampista y su equipo es el Al-Nassr de la Liga Profesional Saudí. Es internacional absoluto por la selección de Arabia Saudita desde 2017.

## Trayectoria
En 2016 fue promovido al primer equipo del Al-Nassr. Debutó el 8 de mayo contra el Al-Ittihad, encuentro en que además anotó su primer gol.
A finales de la temporada 2018-19, fue cedido al Al-Qadsiah. Para la temporada 2019-20 se fue a préstamo al Damac FC.

## Selección nacional
Fue internacional en categorías inferiores con Arabia Saudita, disputó los torneos de: la Copa Mundial de Fútbol Sub-20 de 2017, el Campeonato sub-19 de la AFC 2016 y los Campeonato Sub-23 de la AFC 2018 y 2020. Formó parte del plantel que jugó en los Juegos Olímpicos de Tokio 2020.
Debutó con la selección de Arabia Saudita el 14 de enero de 2017 en un amistoso ante Camboya.
Fue convocado a la Copa Mundial de Fútbol de 2022.

### Participaciones en categorías inferiores
| Copa                                  | Sede          | Resultado        |
| ------------------------------------- | ------------- | ---------------- |
| Campeonato sub-19 de la AFC 2016      | Baréin        | Subcampeón       |
| Copa Mundial de Fútbol Sub-20 de 2017 | Corea del Sur | Octavos de final |
| Campeonato Sub-23 de la AFC 2018      | China         | Fase de grupos   |
| Campeonato Sub-23 de la AFC 2020      | Tailandia     | Subcampeón       |
| Juegos Olímpicos de Tokio 2020        | Japón         | Fase de grupos   |

### Participaciones en torneos continentales
| Copa                               | Sede  | Resultado        |
| ---------------------------------- | ----- | ---------------- |
| Copa Árabe de la FIFA 2021         | Catar | Fase de grupos   |
| Copa de Naciones del Golfo de 2019 | Catar | Subcampeón       |
| Copa Asiática 2023                 | Catar | Octavos de final |

### Participaciones en Copas del Mundo
| Copa                           | Sede  | Resultado      |
| ------------------------------ | ----- | -------------- |
| Copa Mundial de Fútbol de 2022 | Catar | Fase de grupos |

## Clubes
| Club                  | País           | Año       |
| --------------------- | -------------- | --------- |
| Al-Nassr              | Arabia Saudita | 2016-act. |
| Al-Qadsiah (préstamo) | Arabia Saudita | 2019      |
| Damac (préstamo)      | Arabia Saudita | 2019-2020 |

## Palmarés

### Títulos nacionales
| Título                      | Club     | País           | Año  |
| --------------------------- | -------- | -------------- | ---- |
| Supercopa de Arabia Saudita | Al-Nassr | Arabia Saudita | 2020 |

### Títulos internacionales
| Título                      | Club           | País           | Año  |
| --------------------------- | -------------- | -------------- | ---- |
| Campeonato de Clubes Árabes | Al-Nassr F. C. | Arabia Saudita | 2023 |